# دانيال بن منكلي
دانيال بن منكلي أو أبو الفضائل دانيال بن منكلي بن صرفا الكركي التركماني الشافعي ( - 1296) عالم من علماء المذهب السني ولد في مدينة الكرك جنوب الأردن وهو من أصول تركمانية ويتبع للمذهب الشافعي . رحل إلى دمشق وأخذ العلم عن عدد من العلماء فيها مثل علم الدين السخاوي. وقد اشتغل بعلم الحديث؛ فحدث في كل من دمشق والكرك والشوبك، وسمع من تحديثه عدد من العلماء منهم علم الدين البرزالي والأمير سنجر الجاولي. عرف عنه أنه كان من المقرئين والفقهاء والمحدثين في آن واحد. وقد تولى قضاء الكرك والشوبك كذلك. توفي الشيخ في عام 696 هـ الموافق لعام 1296 م.